# Silnice II/385
Silnice II/385 je silnice II. třídy v Česku, která spojuje silnici I/19 u Olešné a silnici I/43 u České. Dosahuje délky 48 km.

## Vedení silnice
Okres Žďár nad Sázavou – Kraj Vysočina
- vyústění z I/19
- Křídla
- Branišov
- Zvole, křížení s II/388
- Dolní Rožínka
- Střítež

Okres Brno-venkov – Jihomoravský kraj
- křížení s II/390
- Olší, křížení s II/390
- Litava
- Jilmoví
- Kaly
- křížení s II/389
- křížení s II/387
- Předklášteří
- Tišnov, křížení s II/379
- Hradčany
- Čebín
- Kuřim, křížení s II/386
- zaústění do I/43